# アライバル/侵略者
『アライバル/侵略者』（原題: The Arrival）は、1996年のアメリカ映画。
キャッチ・コピーは「未知からの侵略者 - 彼らはすぐそこに居る」。アメリカとメキシコなどを舞台にし温暖化を絡めたサスペンス要素の強いSF映画である。98年に続編『アライバル2』（日本劇場未公開）も制作されている。

## ストーリー
カリフォルニアの電波観測所で働く電波天文学者のゼイン・ジミンスキーは、地球外からと思しき電波信号をキャッチする。信号を収めたテープをＮＡＳＡの上司であるゴーディアンに聴かせたが、ゴーディアンによって調査結果は握りつぶされてしまう。さらに、現政権が地球外生命探索に悲観的であるという理由から、ゼインは解雇を言い渡される。
諦めきれないゼインは家庭用アンテナをつなぎ合わせ、独自に信号の調査を続ける。そしてメキシコ、ユカタン半島の地上から同様の電波が発信されていることを突き止め、メキシコへ向かう。発信源と思しき火力発電所に潜入するゼインが見たものは、地下に広がる巨大プラントであった…。

## 登場人物
ゼイン
演 - チャーリー・シーン
電波天文学者。仕事熱心だが、その分、プライベートが疎か。自分に自信が持てない一面があり、シャーが自分を選んだことも疑っている。
シャー
演 - テリー・ポロ
ゼインの恋人。投資信託会社で働いている。
ゴーディアン
演 - ロン・シルヴァー
NASAの重役。ゼインを陥れる。
イレーナ
演 - リンゼイ・クローズ
地球学者。異常気象の研究をしている。
カルビン
演 - リチャード・シフ
ゼインのパートナー。後に事故に見せかけて殺害される。
キキ
演 - トニー・T・ジョンソン
ゼインの隣家に住んでいる黒人の少年。ゼインと親しくなり、観測を手伝うなどをする。ロサンゼルスから来た。

## スタッフ
- 監督：デヴィッド・トゥーヒー
- 製作：トーマス・G・スミス、ジム・スティール
- 共同製作：サイラス・I・ヤヴネ
- 製作総指揮：テッド・フィールド、ロバート・W・コート
- プロダクションデザイン：マイケル・ノヴォトニー
- 脚本：デヴィッド・トゥーヒー
- 撮影：ヒロ・ナリタ
- 音楽：アーサー・ケンペル
- 編集：マーティン・ハンター
- 視覚効果・プロデューサー：チャールズ・L・ファイナンス
- 衣装デザイン：マイェス・C・ルベオ

## キャスト
| 役名           | 俳優                  | 日本語吹替                                                                                             | 日本語吹替                                                                       |                                                                                  |
| 役名           | 俳優                  | VHS版                                                                                                  | テレビ朝日版                                                                     |                                                                                  |
| -------------- | --------------------- | --- | -------------------------------------------------------------------------------- | -------------------------------------------------------------------------------- |
| ゼイン         | チャーリー・シーン    | 堀内賢雄                                                                                               | 堀内賢雄                                                                         |                                                                                  |
| シャー         | テリー・ポロ          | 叶木翔子                                                                                               | 水谷優子                                                                         |                                                                                  |
| ゴーディアン   | ロン・シルヴァー      | 土師孝也                                                                                               | 鈴置洋孝                                                                         |                                                                                  |
| イレーナ       | リンゼイ・クローズ    | 横尾まり                                                                                               | 沢田敏子                                                                         |                                                                                  |
| カルビン       | リチャード・シフ      | 長島雄一                                                                                               | 荒川太郎                                                                         |                                                                                  |
| キキ           | トニー・T・ジョンソン | 折笠愛                                                                                                 | 亀井芳子                                                                         |                                                                                  |
| その他         |                       | 中田雅之 森村幸司 相沢正輝 岡田貴之 荻原秀樹 小島悠理 光明寺敬子 長谷川将睦 菊池典男 柳沢栄治 大橋世津 | 塚田正昭 佐藤正治 古田信幸 金子由之 中村雄一 家中宏 鳥畑洋人 色川京子 中澤やよい | 塚田正昭 佐藤正治 古田信幸 金子由之 中村雄一 家中宏 鳥畑洋人 色川京子 中澤やよい |
|                |                       | |                                                                                  |                                                                                  |
| 演出           |                       | 大西桂太                                                                                               | 清水勝則                                                                         |                                                                                  |
| 翻訳           |                       | 秋元良介                                                                                               | 日笠千晶                                                                         |                                                                                  |
| 調整           |                       | 栗林秀年                                                                                               | 佃安夫                                                                           |                                                                                  |
| 効果           |                       | | 南部満治                                                                         |                                                                                  |
| 録音           |                       | スタジオザウルス                                                                                       |                                                                                  |                                                                                  |
| プロデューサー |                       | 高木希世江                                                                                             |                                                                                  |                                                                                  |
| 制作           |                       | ジャパン・オリジナル テクニック                                                                        | ザック・プロモーション                                                           |                                                                                  |
| 初回放送       |                       | | 1998年3月1日 『日曜洋画劇場』 21:02～22:54                                       |                                                                                  |